# Hart im Zillertal
Hart im Zillertal est une commune autrichienne du district de Schwaz dans le Tyrol.